# Basiliskos der Jüngere
Basiliskos der Jüngere (mittelgriechisch Βασιλίσκος, auf Münzen Leo Caesar) war 476–477/78 Unterkaiser des oströmischen Kaisers Zenon.
Im August 476 entthronte Zenon mit militärischer Hilfe den Gegenkaiser Basiliskos und gewann die Regierungsgewalt in Konstantinopel zurück. Der amtierende Konsul Armatus, ein Neffe des Basiliskos, war zuvor zu Zenon übergelaufen. Als Gegenleistung wurde der jüngere Basiliskos, der Sohn des Armatus, im Herbst 476 in Nikaia zum Caesar erhoben. Da sein Geburtsname politisch diskreditiert war, erhielt er in Erinnerung an den zwei Jahre zuvor verstorbenen Sohn Zenons den neuen Namen Leo; als Leo Novus Caesar erscheint er zusammen mit Zenon auf Münzen. Auf Intrigen des Illus hin fiel Armatus wenig später bei Zenon in Ungnade und wurde ermordet. Basiliskos Leo wurde abgesetzt und ins Priestergewand gesteckt; nach Euagrios Scholastikos wurde er später Bischof von Kyzikos.